# Мікель Артета
Міке́ль Арте́та Аматріаї́н (ісп. Mikel Arteta Amatriain; нар. 26 березня 1982 року, Сан-Себастьян, Іспанія) — колишній іспанський футболіст, півзахисник. По завершенні ігрової кар'єри — тренер, баск за національністю. Головний тренер лондонського «Арсеналу».
Починав свою кар'єру в «Барселоні Б», але не зміг пройти в першу команду і був відданий в оренду французькому клубу «Парі Сен-Жермену». В наступному сезоні його підписав шотландський «Рейнджерс», з яким Мікель виграв чемпіонат Шотландії, Кубок Шотландії і Кубок шотландської ліги в сезоні 2002/03. Після успіху з «Рейнджерс» він відправився в «Реал Сосьєдад», але не закріпився в основному складі і був відданий в оренду «Евертону» у другій половині сезону 2004/05. Незабаром Мікель підписав повноцінний контракт з «ірисками», де грав до 2011, але 31 серпня, в останній день трансферного вікна, його підписав «Арсенал». За «Арсенал» виступав до 2016 року, після чого оголосив про завершення кар'єри футболіста 16 травня 2016 року. Також Артета грав у молодіжній збірної Іспанії, але у національну збірну ніколи не викликався.
З липня 2016 року увійшов до тренерського штабу Жузепа Гвардіоли у «Манчестер Сіті», який покинув у грудні 2019 року аби очолити лондонський «Арсенал».

## Біографія

### Рання кар'єра
Першим клубом для молодого іспанця став місцевий «Антігуоко», де подружився з півзахисником Хабі Алонсо через те, що вони разом грали кожні вихідні на пляжах Сан-Себастьяна і мріяли грати за «Реал Сосьєдад». У 15-річному віці Артета поїхав в «Барселону», в той час як Алонсо підписав контракт з «Реалом Сосьєдад». Незважаючи на потенціал, Мікель не зміг пробитися в першу команду, виступаючи лише у резерві, через що був відданий в оренду в «Парі Сен-Жермен» в 2000 році, з яким футболіст зумів виграти Кубок Інтертото. За півтора сезону в Парижі Артета використовувався менеджером Луїсом Фернандесом в першу чергу як плеймейкер. Він виступав у груповому етапі Ліги чемпіонів 2000/01. ПСЖ хотів утримати Артету наприкінці терміну оренди і мав опцію першочергового викупу, однак Артета був підписаний Рейнджером в березні 2002 року, після того як шотландський клуб зробив більшу фінансову пропозицію «Барселоні». Сума трансферу склала 6 мільйонів фунтів.

### «Рейнджерс» та повернення до Іспанії
Артета приєднався до шотландського клубу в 2002 році. У дебютному сезоні він допоміг «Рейнджерс» виграти Прем'єр-лігу, Кубок Шотландії і Кубок шотландської ліги. Також Мікель закріпився в основному складі і став улюбленцем уболівальників. Але травми, втрата форми і ностальгія по дому занапастили його другий сезон, і він був змушений перейти в інший клуб.

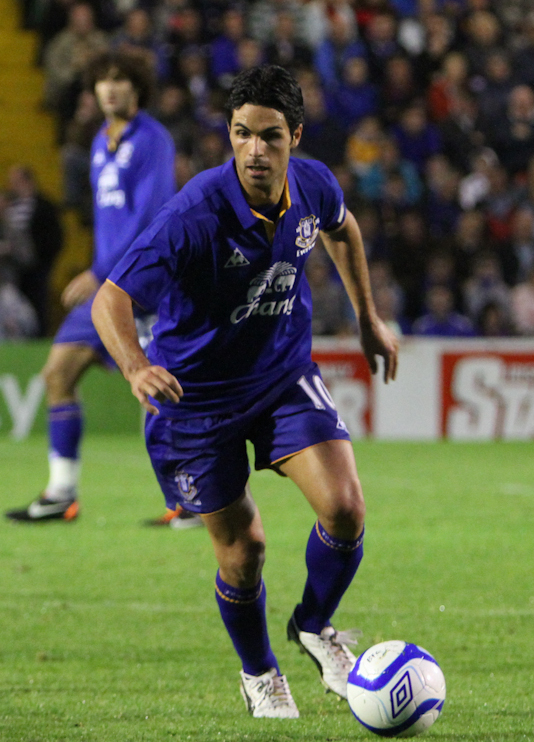
Артета у складі «Евертона». 2011 рік.

2004 року Артета приєднався до «Реалу Сосьєдад» за €5,2 мільйонів, щоб грати разом зі своїм другом Хабі Алонсо. Однак Хабі перейшов в «Ліверпуль», і Артета був не в змозі закріпитися в команді.

### «Евертон»
На початку 2005 року Мікель на правах оренди перейшов в «Евертон», де мав замінити Томаса Гравесена, який відправився в «Реал Мадрид», і до кінця сезону зумів переконати керівництво клубу викупити свій трансфер. За його підсумками «іриски» посіли 4-е місце в Прем'єр-лізі і кваліфікуватися в Лігу чемпіонів.
В «Евертоні» баску вдалося стати одним із ключових гравців команди, виступаючи в його складі протягом шести сезонів і розганяючи більшість атак команди. У 2006 і 2007 року він був визнаний найкращим футболістом у складі команди.

### «Арсенал»
31 серпня 2011 року він перебрався в лондонський «Арсенал», вартість трансферу склала 10 млн фунтів, контракт розрахований на 4 роки. Переговори щодо переходу вийшли важкими, оскільки спочатку «Евертон» не хотів його відпускати, а потім агент гравця зажадав досить високу зарплату. Однак Артета особисто попросив Девіда Моєса, головного тренера «ірисок», «продати» його «канонірам», а потім погодився знизити на 20 000 початкові вимоги щодо зарплати, які становили 90 000 фунтів на тиждень.

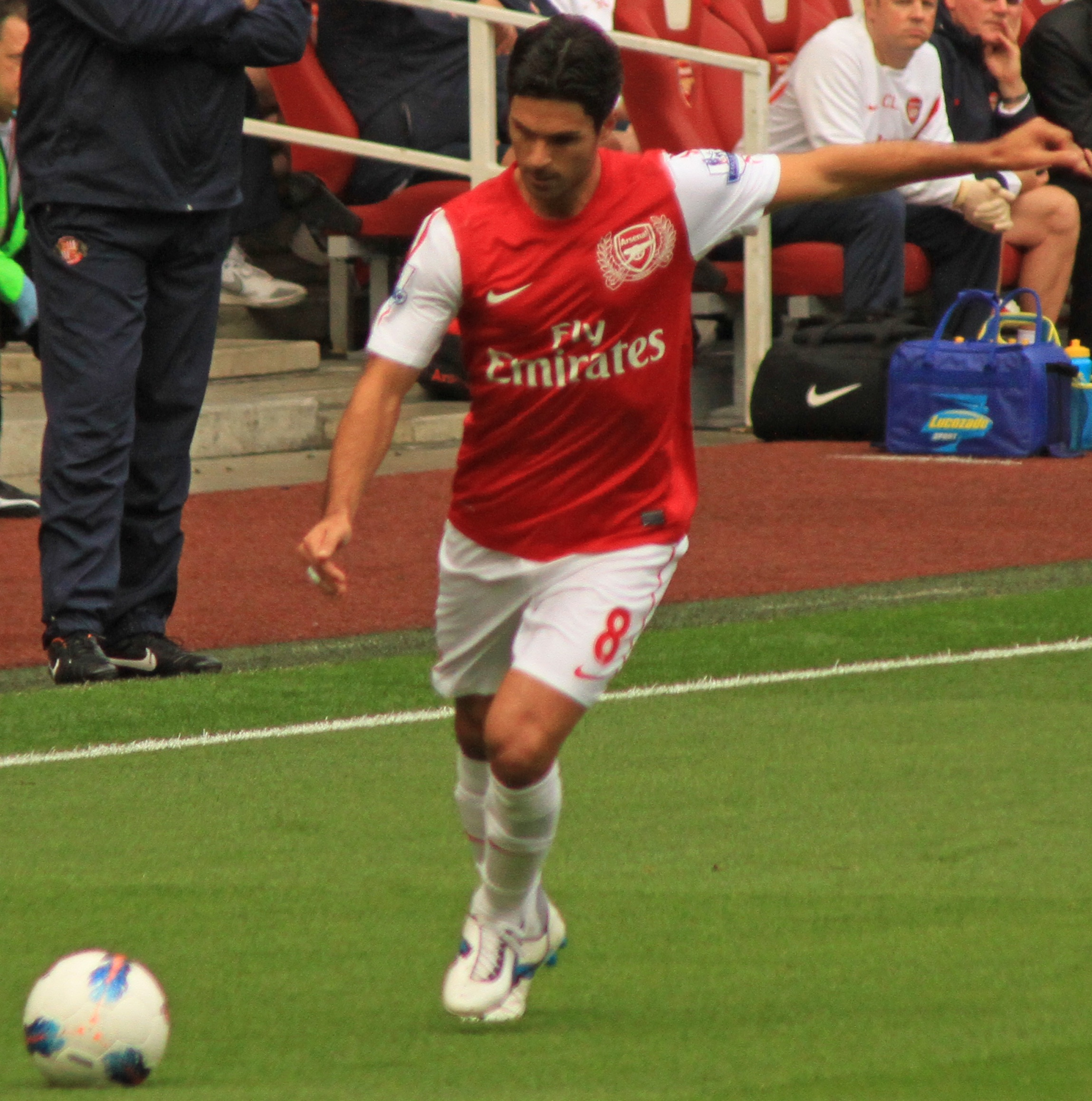
Артета у складі «Арсеналу». 2012 рік.

Дебютував у новій команді 10 вересня в домашній грі проти «Свонсі Сіті». Свій перший гол у Прем'єр лізі за «Арсенал» забив у грі проти «Блекберн Роверз» на «Івуд Парку». 8 квітня 2012 року на 87-й хвилині зустрічі з «Манчестер Сіті» ударом з 30-ти метрів приніс «канонірам» перемогу в матчі, який ішов до нічиєї. У матчі 34-го туру чемпіонату Англії проти «Віган Атлетик» Артета отримав травму, що змусила його достроково завершити сезон. Всього за сезон 2011/12 Мікель взяв участь у 29-ти матчах АПЛ і шести зустрічах Ліги Чемпіонів.
Після відходу капітана Робіна ван Персі в сезоні 2012/13 Артета став віце-капітаном «Арсеналу» (капітаном — Томас Вермален). В тому сезоні, після переходу Робіна ван Персі, Мікель став штатним пенальтистом команди. Перший свій пенальті в матчі проти «Фулгема» (3:3) не реалізував на додаткових хвилинах другого тайму. Цей пенальті так і залишився єдиним нереалізованим у складі лондонців.
17 травня 2014 року Артета вивів «Арсенал» на матч фіналу кубка Англії 2014 року проти «Галл Сіті» з капітанською пов'язкою, оскільки Томас Вермален залишився на лаві запасних. Лондонці здобули перемогу 3:2 в додатковий час, а Мікель — свій перший трофей в англійському футболі.
У серпні 2014 року, після того, як Томас Вермален перейшов у «Барселону», Мікель став новим капітаном лондонського «Арсеналу». В першому ж матчі після цього, в грі на Суперкубок Англії 2014 року проти «Манчестер Сіті», «каноніри» сенсаційно розгромно перемогли 3:0 і здобули другий трофей за рік. Незважаючи на своє нове призначення, за весь сезон 2014/15 він провів ще лише 11 матчів, забивши один раз, а в виграному фінальному матчі кубка Англії 2015 року навіть не потрапив у заявку. Однак після його завершення Артета продовжив контракт з «Арсеналом» на сезон 2015/16 років. В цьому останньому для себе сезоні Мікель теж виходив зрідка, втім вийшов на поле на заміну Алексу Окслейду-Чемберлену наприкінці гри Суперкубка Англії 2015 року, в якій «Арсенал» переміг «Челсі» і здобув останній для Артети трофей у статусі футболіста.
15 травня 2016 року Артета провів свій останній матч за «Арсенал», вийшовши на заміну замість Месута Озіла, в якому забив гол в доданий арбітром час. 16 травня 2016 року оголосив про завершення кар'єри футболіста.

## Кар'єра в збірній
Артета виступав за збірні Іспанії різних вікових категорій. Так з командою до 16 років він виграв юнацький чемпіонат Європи, що пройшов 1999 року у Чехії, де забив 3 голи. Цей результат дозволив іспанцям того ж року разом з Артетою поїхати на юнацький чемпіонат світу, що пройшов у Новій Зеландії, але тут команда виступила вкрай невдало і навіть не вийшла з групи. Також у цьому ж 1999 році Артета зі збірною виграв Кубок Меридіан.
В подальшому був капітаном молодіжної збірної Іспанії у кваліфікації на молодіжний чемпіонат Європи 2004 року, в якому іспанці поступились Швеції у плей-оф.
У 2010 році Футбольна асоціація Англії та головний тренер збірної Англії Фабіо Капелло намагались дізнатись чи може Артета представляти Англію, бо він виконав правило ФІФА про п'ятирічне проживання у країні для отримання футбольного громадянства. Однак ФІФА виключила це, оскільки окрім проживання гравцеві, що змінює країну і який в минулому представляв іншу країну в офіційному змаганні, на той час потрібно мати паспорт і тієї країни, за яку він хоче виступати надалі. Очевидно, що Артета у 1999 році, коли грав у юнацькому чемпіонаті Європи та світу британського підданства мати не міг, тому і за дорослу збірну зіграти шансу не мав.

## Тренерська кар'єра
Ще у квітні 2014 року Артета оголосив, що перед тим, як повісити бутси на цвях, він має намір продовжити контракт з «Арсеналом», після чого зайнятися тренерською роботою.
Відразу після завершення кар'єри, у Артети виникло три варіанти початку тренерської кар'єри. Йому запропонували очолити Академію «Арсеналу» Арсена Венгера, приєднатися до тренерського штабу колишнього партнера по «Парі Сен-Жермену» Маурісіо Почеттіно у «Тоттенгем Готспурі» або приєднатися до тренерського штабу Жузепа Гвардіоли в «Манчестер Сіті». 3 липня 2016 року стало відомо, що Артета увійде разом із Браяном Кіддом та Доменеком Торреном в тренерський штаб манчестерського клубу. Як головний тренер вперше вивів команду 19 вересня 2018 року на гру Ліги чемпіонів проти «Ліона», яку Гвардіола змушений був пропустити через дискваліфікацію. Французький клуб сенсаційно виграв той матч з рахунком 2:1. Загалом з «Манчестер Сіті» Артета виграшв два чемпіонства Англії, а також національний Кубок та два Кубка ліги.

### «Арсенал»
20 грудня 2019 Мікель Артета очолив лондонський «Арсенал». Контракт підписано на 3,5 роки. Ще у 2018 році Артета був міцно пов'язаний з вакансією головного тренера «Арсеналу» після відходу багаторічного менеджера клубу Арсена Венгера, але тоді посаду зайняв досвідченіший Унаї Емері .

## Статистика
| Сезон                       | Команда                     | Чемпіонат                   | Чемпіонат | Чемпіонат | Національний кубок | Національний кубок | Національний кубок | Континентальні кубки | Континентальні кубки | Континентальні кубки | Інші змагання | Інші змагання | Інші змагання | Усього за | Усього за |
| Сезон                       | Команда                     | Ліга                        | Ігор      | Голів     | Ліга               | Ігор               | Голів              | Ліга                 | Ігор                 | Голів                | Ліга          | Ігор          | Голів         | Ігор      | Голів     |
| --------------------------- | --------------------------- | --------------------------- | --------- | --------- | ------------------ | ------------------ | ------------------ | -------------------- | -------------------- | -------------------- | ------------- | ------------- | ------------- | --------- | --------- |
| 1999–00                     | «Барселона Б»               | СДБ (ІІІ)                   | 26        | 1         | -                  | -                  | -                  | -                    | -                    | -                    | -             | -             | -             | 26        | 1         |
| 2000–01                     | «Барселона Б»               | SDB (ІІІ)                   | 16        | 2         | -                  | -                  | -                  | -                    | -                    | -                    | -             | -             | -             | 16        | 2         |
| Усього за «Барселону Б»     | Усього за «Барселону Б»     | Усього за «Барселону Б»     | 42        | 3         |                    | -                  | -                  |                      | -                    | -                    |               | -             | -             | 42        | 3         |
| 2000–01                     | «Парі Сен-Жермен»           | Д1                          | 6         | 1         | КФ+КЛ              | 1+0                | 0                  | ЛЧ                   | 4                    | 0                    | -             | -             | -             | 11        | 1         |
| 2001–02                     | «Парі Сен-Жермен»           | Д1                          | 25        | 1         | КФ+КЛ              | 7+0                | 2+0                | І+КУЄФА              | 5+5                  | 1+0                  | -             | -             | -             | 42        | 4         |
| Усього за «Парі Сен-Жермен» | Усього за «Парі Сен-Жермен» | Усього за «Парі Сен-Жермен» | 31        | 2         |                    | 8                  | 2                  |                      | 14                   | 1                    |               |               |               | 53        | 5         |
| 2002–03                     | «Рейнджерс»                 | ПЛ                          | 27        | 4         | КШ+КЛ              | 3+4                | 1+0                | ЛЧ                   | 1                    | 0                    | -             | -             | -             | 35        | 5         |
| 2003–04                     | «Рейнджерс»                 | ПЛ                          | 23        | 8         | КШ+КЛ              | 1+3                | 0                  | ЛЧ                   | 6                    | 1                    | -             | -             | -             | 33        | 9         |
| Усього за «Рейнджерс»       | Усього за «Рейнджерс»       | Усього за «Рейнджерс»       | 50        | 12        |                    | 11                 | 1                  |                      | 7                    | 1                    |               |               |               | 68        | 14        |
| 2004–05                     | «Реал Сосьєдад»             | ПД                          | 15        | 1         | КІ                 | 2                  | 0                  | -                    | -                    | -                    | -             | -             | -             | 17        | 1         |
| 2004–05                     | «Евертон»                   | ПЛ                          | 12        | 1         | КА+КЛ              | 1+0                | 0                  | -                    | -                    | -                    | -             | -             | -             | 13        | 1         |
| 2005–06                     | «Евертон»                   | ПЛ                          | 29        | 1         | КА+КЛ              | 5+0                | 1+0                | ЛЧ+КУЄФА             | 2+1                  | 1+0                  | -             | -             | -             | 37        | 3         |
| 2006–07                     | «Евертон»                   | ПЛ                          | 35        | 9         | КА+КЛ              | 2+2                | 0                  | -                    | -                    | -                    | -             | -             | -             | 39        | 9         |
| 2007–08                     | «Евертон»                   | ПЛ                          | 28        | 1         | КА+КЛ              | 0+2                | 0                  | КУЄФА                | 7                    | 3                    | -             | -             | -             | 37        | 4         |
| 2008–09                     | «Евертон»                   | ПЛ                          | 26        | 6         | КА+КЛ              | 3+0                | 1+0                | КУЄФА                | 2                    | 0                    | -             | -             | -             | 31        | 7         |
| 2009–10                     | «Евертон»                   | ПЛ                          | 13        | 6         | КА+КЛ              | 1+0                | 0                  | ЛЄ                   | 2                    | 0                    | -             | -             | -             | 16        | 6         |
| 2010–11                     | «Евертон»                   | ПЛ                          | 29        | 3         | КА+КЛ              | 3+1                | 0                  | -                    | -                    | -                    | -             | -             | -             | 33        | 3         |
| 2011–12                     | «Евертон»                   | ПЛ                          | 2         | 1         | КА+КЛ              | 0+1                | 0+1                | -                    | -                    | -                    | -             | -             | -             | 3         | 2         |
| Усього за «Евертон»         | Усього за «Евертон»         | Усього за «Евертон»         | 174       | 28        |                    | 21                 | 3                  |                      | 14                   | 4                    |               | -             | -             | 209       | 35        |
| 2011–12                     | «Арсенал»                   | ПЛ                          | 29        | 6         | КА+КЛ              | 3+0                | 0                  | ЛЧ                   | 6                    | 0                    | -             | -             | -             | 38        | 6         |
| 2012–13                     | «Арсенал»                   | ПЛ                          | 34        | 6         | КА+КЛ              | 2+0                | 0                  | ЛЧ                   | 7                    | 0                    | -             | -             | -             | 43        | 6         |
| 2013–14                     | «Арсенал»                   | ПЛ                          | 31        | 2         | КА+КЛ              | 5+1                | 1+0                | ЛЧ                   | 6                    | 0                    | -             | -             | -             | 43        | 3         |
| 2014–15                     | «Арсенал»                   | ПЛ                          | 7         | 0         | КА+КЛ              | 0                  | 0                  | ЛЧ                   | 3                    | 1                    | СА            | 1             | 0             | 12        | 1         |
| 2015–16                     | «Арсенал»                   | ПЛ                          | 9         | 0         | КА+КЛ              | 2+1                | 0                  | ЛЧ                   | 1                    | 0                    | СА            | 1             | 0             | 14        | 0         |
| Усього за «Арсенал»         | Усього за «Арсенал»         | Усього за «Арсенал»         | 110       | 14        |                    | 14                 | 1                  |                      | 24                   | 1                    |               | 2             | 0             | 150       | 16        |
| Усього за кар'єру           | Усього за кар'єру           | Усього за кар'єру           | 422       | 60        |                    | 56                 | 7                  |                      | 59                   | 7                    |               | 2             | 0             | 539       | 74        |

## Досягнення

### Як гравця
«ПСЖ»
- Володар Кубка Інтертото: 2001

«Рейнджерс»
- Чемпіон Шотландії: 2002/03
- Володар кубка Шотландії: 2002/03
- Володар кубка шотландської Ліги: 2002/03

«Арсенал»
- Володар Кубка Англії:  2013/14, 2014/15
- Володар Суперкубка Англії: 2014, 2015

Іспанія
- Чемпіон Європи (U-16): 1999
- Переможець Кубка Меридіан: 1999

### Як тренера
«Арсенал»
- Володар Кубка Англії:  2019/20
- Володар Суперкубка Англії: 2020, 2023

### Індивідуальні
- Гравець року в «Евертоні»: 2005–06, 2006–07[8]